# Tregellasia
Tregellasia is een geslacht van zangvogels uit de familie Australische vliegenvangers (Petroicidae).

## Soorten
Het geslacht kent de volgende soorten:
- Tregellasia capito  – Bleekgele vliegenvanger
- Tregellasia leucops  – Witteugelvliegenvanger